# Seznam pramenů v Karlových Varech

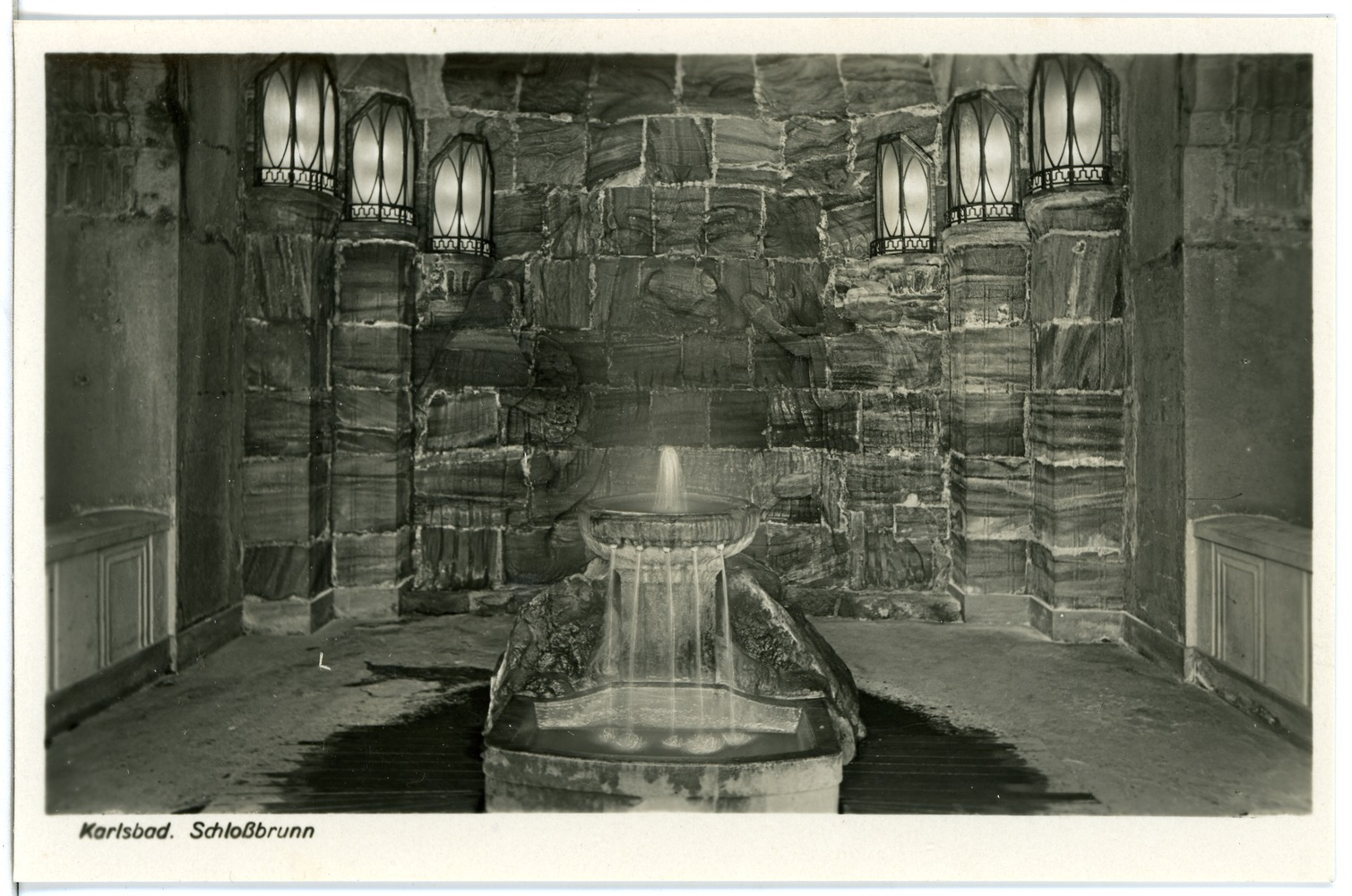
DUCH PRAMENŮ

Karlovy Vary registrují 81 minerálních pramenů, přístupných je patnáct. Karlovarská minerální voda se tvoří v hloubce cca 2 500 metrů. Její kvalita je v průběhu staletí neměnná. Je zde přítomna většina prvků periodické tabulky, běžně je analyzováno přes 40 prvků potřebných pro lidský organismus. Jednotlivé prameny se chemickým složením liší jen nepatrně, zvláště ve stopových prvcích. Liší se hlavně teplotou, množstvím plynného oxidu uhličitého a radioaktivitou, a právě teplota má vliv na množství rozpuštěných minerálů. Pozitivní účinky pramenů jsou prověřeny staletou praxí.
Největším současným pramenem je Vřídlo vystřikující své vody o teplotě 73,4 °C až do výše 12 metrů. K pitným kúrám slouží dalších 13 teplých pramenů vyvedených do pěti kolonád (Vřídelní, Mlýnská, Sadová, Tržní a Zámecká) a několika pavilonů či glorietů. Další prameny, Štěpánka a Železnatý, nejsou zatím vyhlášeny jako přírodní léčivé zdroje. V malé míře zde vyvěrají i chladné minerální prameny, jakým je např. právě Železnatý.

## Současné prameny
- Pramen číslo 1 – Vřídlo, vyvěrá z několika závrtů provedených v 70. letech 20. století před kostelem sv. Máří Magdaleny. Je kryto Vřídelní kolonádou, která sama pochází ze 70. let. Vřídlo je vyvedeno do tří fontánek o  jednotné teplotě 72 °C.
- Pramen číslo 2 – Karla IV., Tržní kolonáda, 66 °C
- Pramen číslo 3 – Zámecký dolní, Tržní kolonáda, 52 °C
- Pramen číslo 4 – Zámecký horní, Zámecká kolonáda, 49,8 °C
- Pramen číslo 5 – Tržní, Tržní kolonáda, 64 °C
- Pramen číslo 6 – Mlýnský, Mlýnská kolonáda, 61 °C
- Pramen číslo 7 – Rusalka (pův. Nový), Mlýnská kolonáda, 62 °C
- Pramen číslo 8 – Kníže Václav (vývod I a vývod II; pův. Bernardův), Mlýnská kolonáda, 66,6 °C a 64 °C
- Pramen číslo 9 – Libuše (pův. Alžbětiných růží), Mlýnská kolonáda, 63 °C
- Pramen číslo 10 – Skalní, Mlýnská kolonáda, 45 °C
- Pramen číslo 11 – Svoboda (pův. Lázeňský, poté Františka Josefa I.), altán pramenu Svoboda, 63 °C
- Pramen číslo 12a – Sadový starý (pův. Císařský) – ve Vojenském lázeňském ústavu, nepřístupný, 47,7 °C
- Pramen číslo 12b – Sadový nový, Sadová kolonáda, 37 °C
- Pramen číslo 13 – Dorotka, pavilon Dorotka v ulici U Imperiálu, nepřístupný
- Pramen číslo 14 – Štěpánka, altán Aloise Kleina v parku před parkhotelem Richmond, 13 °C
- Pramen číslo 15 – Hadí, Sadová kolonáda, 30 °C
- Pramen číslo 16 – Železnatý, kolonáda Železnatého pramene, 11,9 °C

Pozn. V informačních pramenech (literatura, internetové stránky ap.) se uváděná teplota jednotlivých minerálních pramenů různí.
Jako tzv. třináctý léčebný pramen se někdy žertovně uvádí likér Becherovka. Tato přezdívka zůstala i po roce 1965, kdy byl objeven skutečný třináctý pramen, tehdy nazvaný Druhý Václavův.

## Historické prameny
- Palatin
- Mlýnský pramen starý
- Orchestřištní pramen
- Tereziin pramen
- Ruská koruna
- Žrout (dnes Karla IV.)
- Hochbergerův pramen